# Хлупляни
Хлупля́ни — село в Україні, в Коростенському районі Житомирської області. Входить до складу Овруцької міської громади. Населення становить 230 осіб.

## Історія
Це село Овруцького району Житомирської області згадується з 1556 року, зі самого проголошення Берестейського собору. Однак назву Хлупляни було присвоєно лише в 1707 році. Про це багато написано в роботах історика Володимира Антоновича. Громада села з 1596 по 1713 входила в Кременецьке братство. Мала свою парафію та церкву, яку в 1713 році розграбували шляхтичі Гуляницькі і Мінцовські. Вони повністю винесли все церковне майно.
2025 року в селі освячено храм Воздвиження Хреста Господнього Житомирської єпархії ПЦУ. 

## Географія
Село розташоване в центрі Словечансько-Овруцького кряжу. 